# Goraj (Lublin)
Pour les articles homonymes, voir Goraj.
Goraj (prononciation : [ˈɡɔrai̯]) est un village polonais de la gmina de Goraj dans le powiat de Biłgoraj de la voïvodie de Lublin dans l'est de la Pologne.
Le village est le siège administratif (chef-lieu) de la gmina appelée gmina de Goraj.
Il se situe à environ 20 kilomètres au nord de Biłgoraj (siège du powiat) et 60 kilomètres au sud de Lublin (capitale de la voïvodie).
Le village comptait approximativement une population de 1 048 habitants en 2008.

## Histoire
Goraj est une ancienne ville. Elle a obtenu le statut de ville au XIVe siècle et les a perdu en 1869.
De 1975 à 1998, le village est attaché administrativement à la voïvodie de Zamość.

Depuis 1999, il fait partie de la voïvodie de Lublin.

## Personnalités liées au village
- Menahem Mendel de Kotzk, rabbin né à Goraj.

## Galerie
Quelques vues du village:

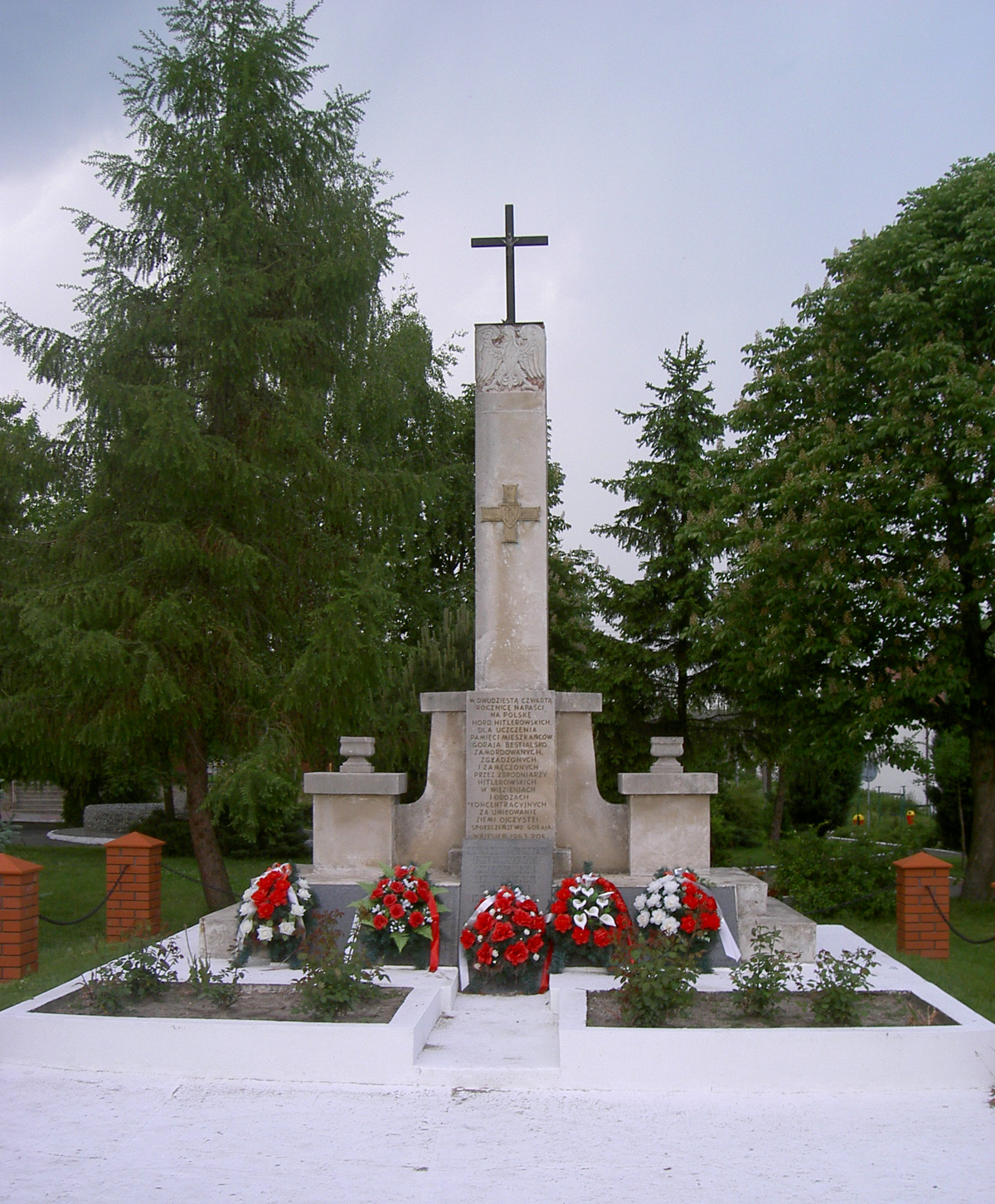
Monument
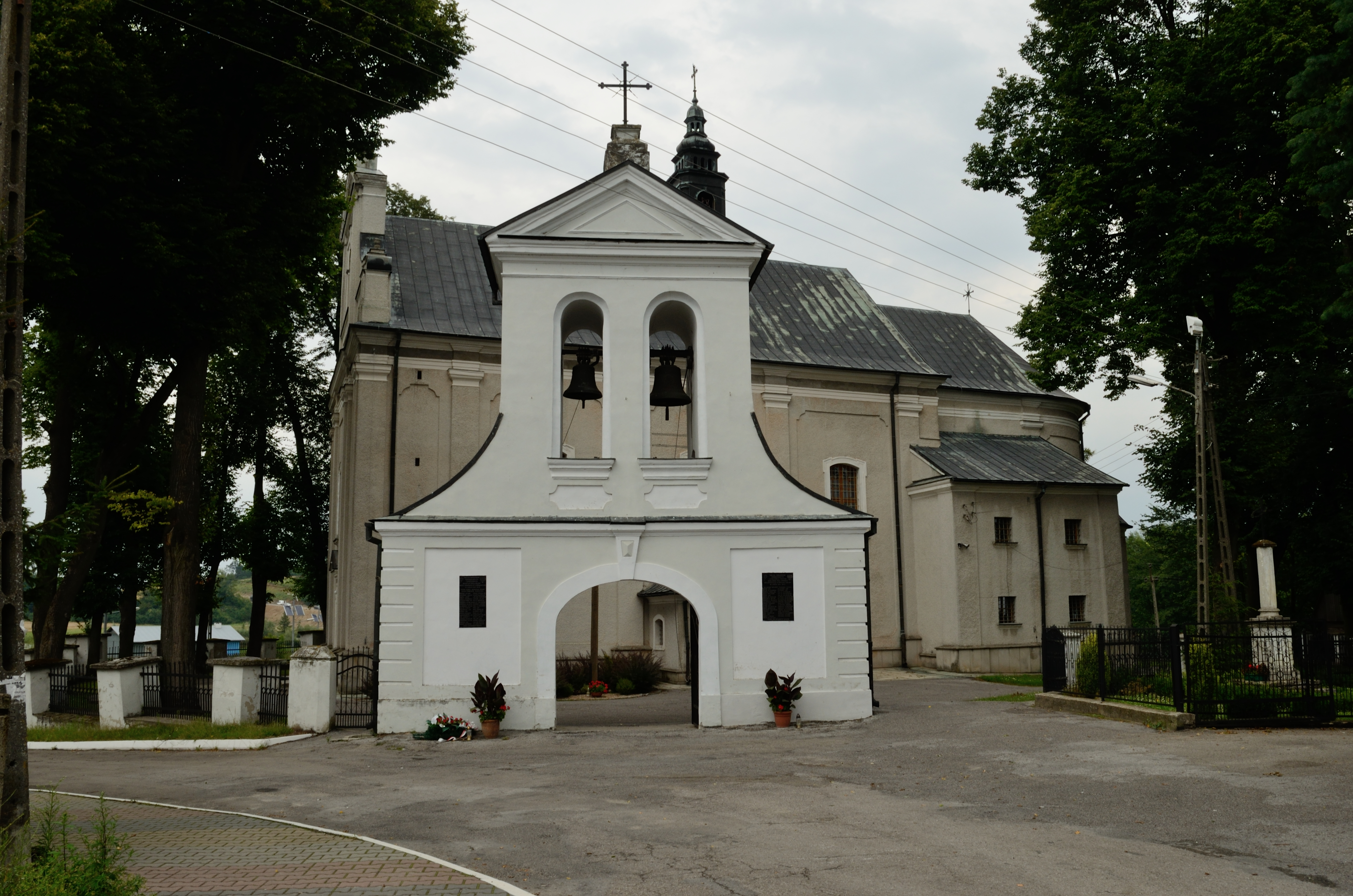
Église
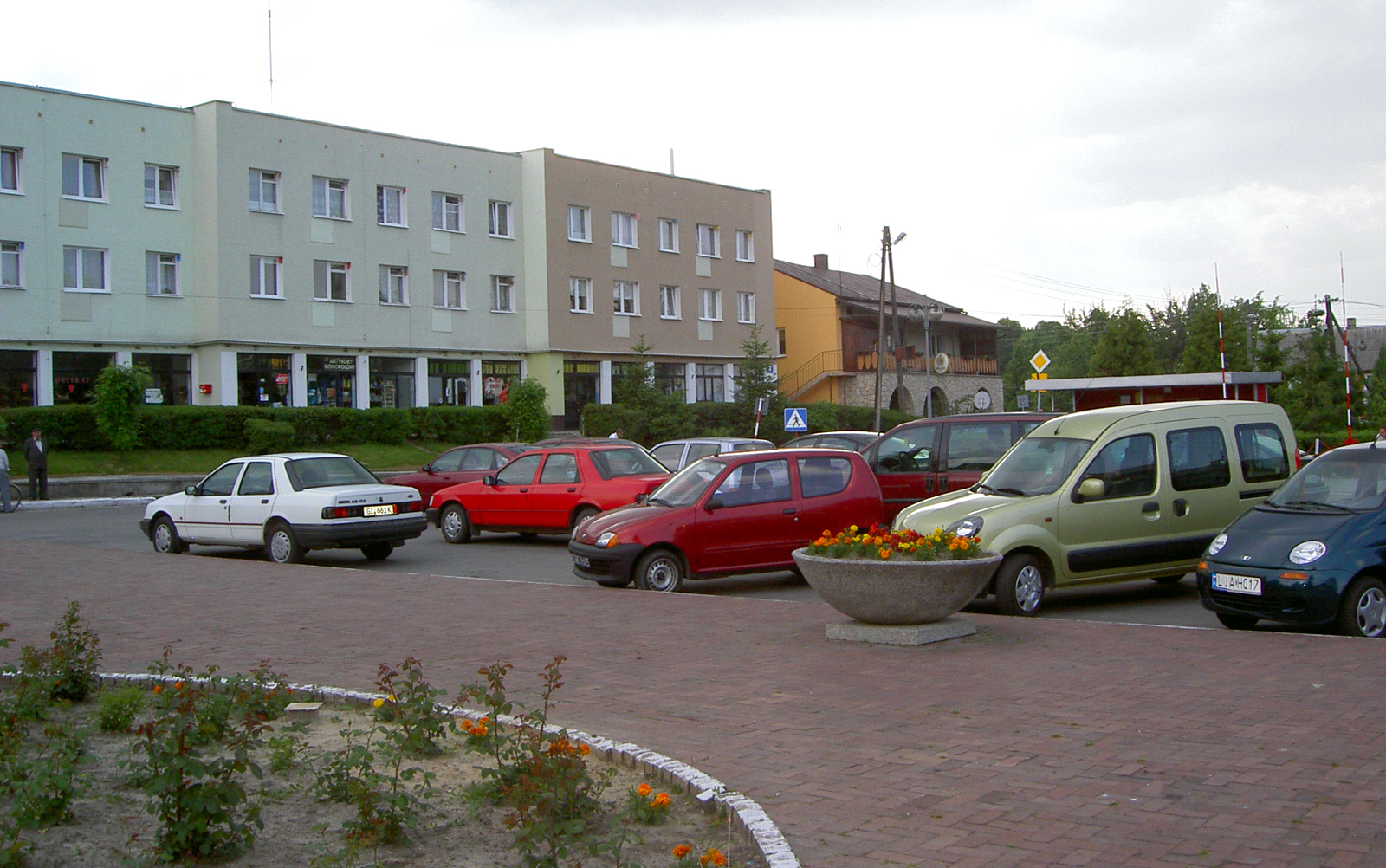
Immeubles
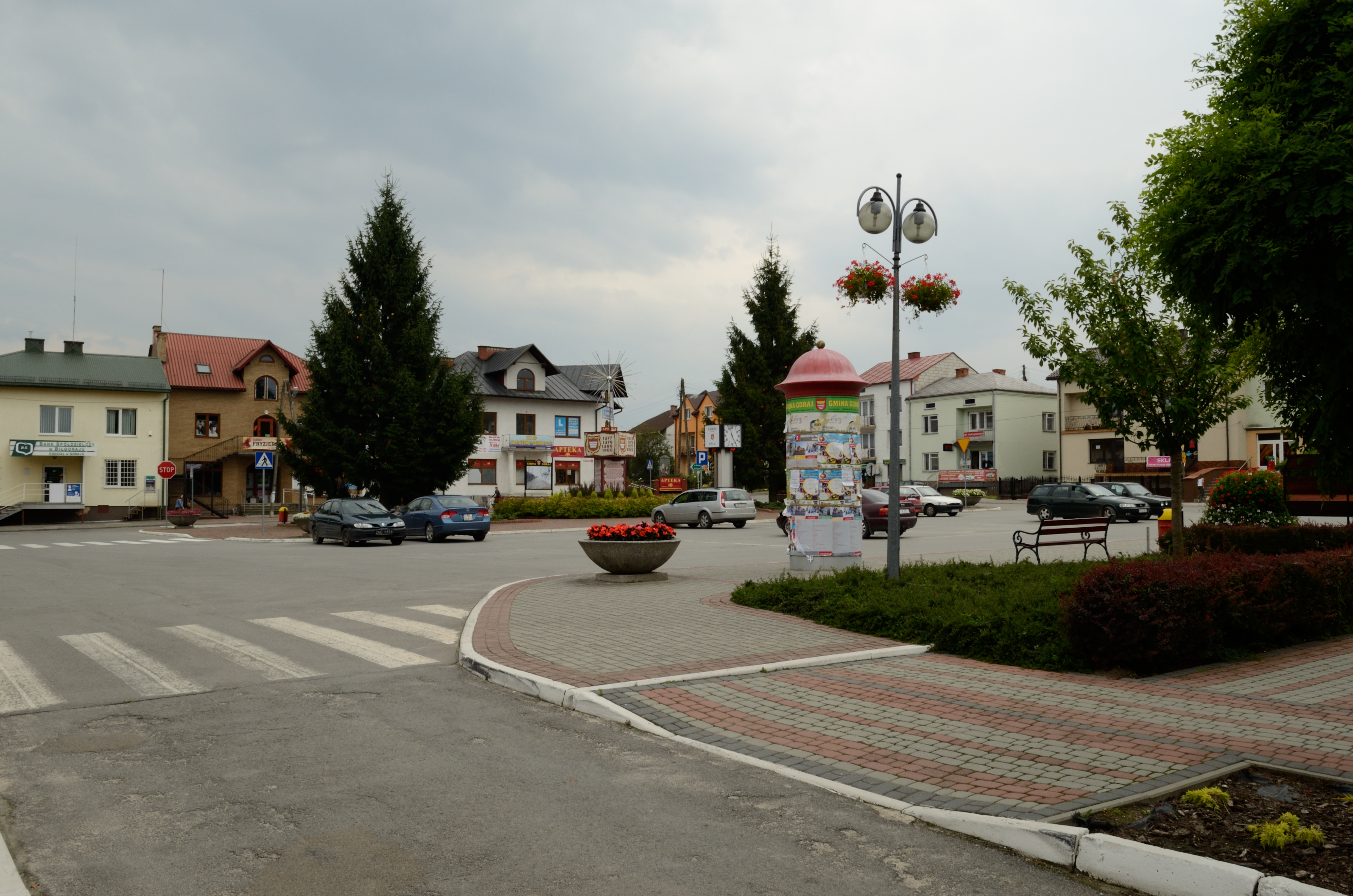
Le marché à Goraj
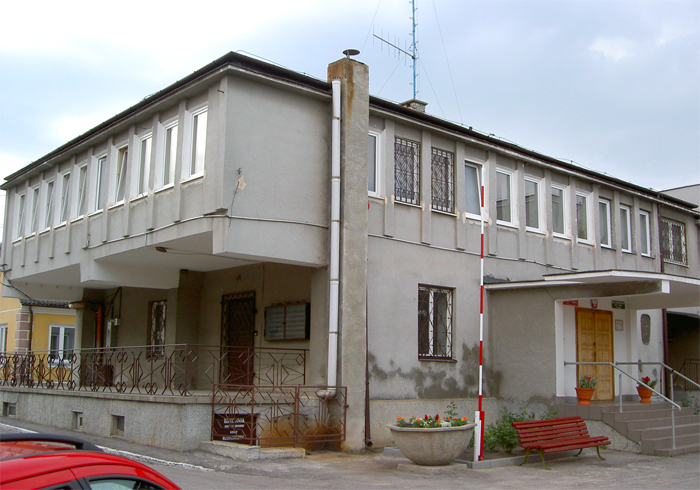
Bureau municipal